# Nikolaikirche (Bejsce)

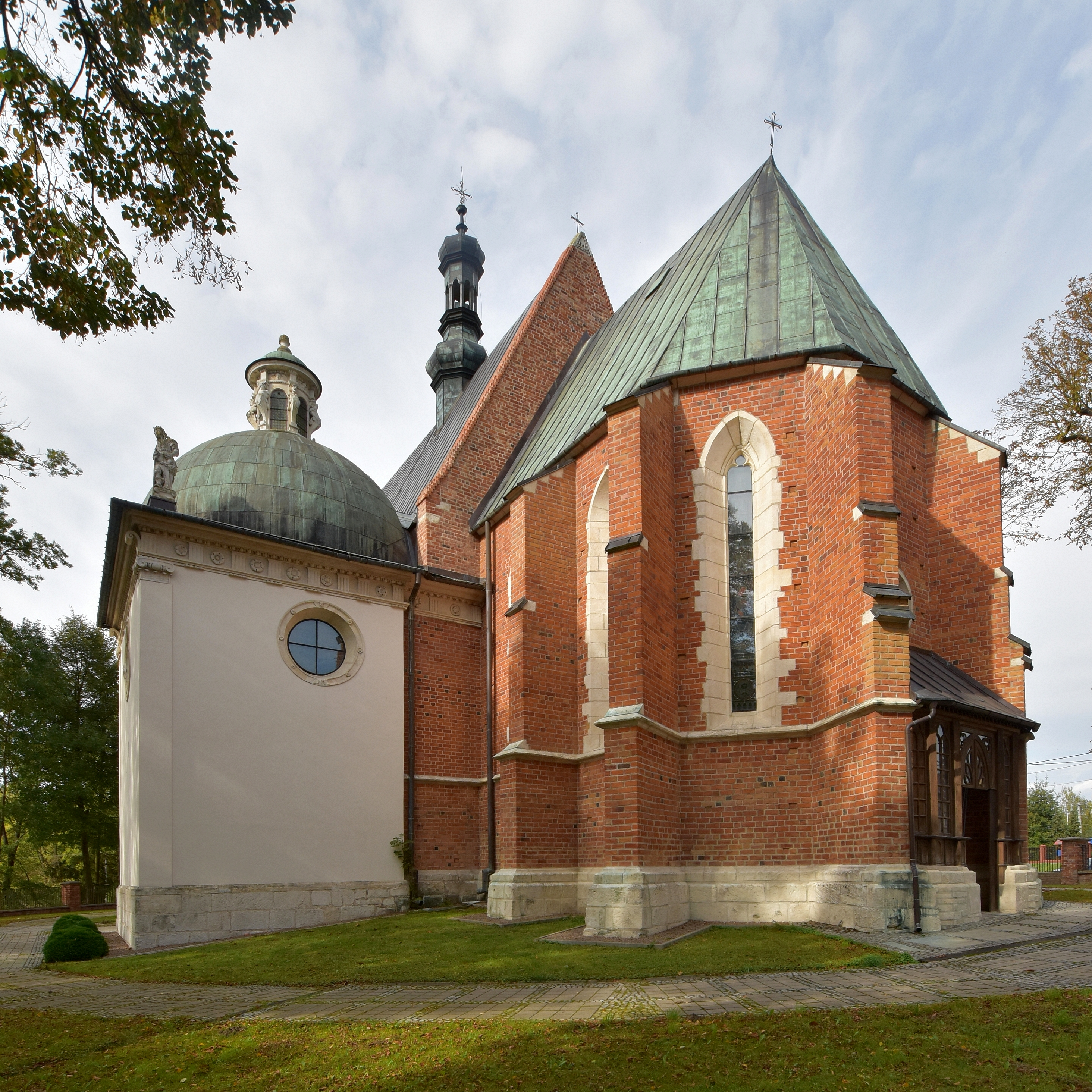
Nikolaikirche

Die Pfarrkirche St. Nikolai ist ein denkmalgeschütztes Kirchengebäude in Bejsce, einem Dorf in der gleichnamigen Landgemeinde im Powiat Kazimierski der Woiwodschaft Heiligkreuz in Polen. Hier ist sie im Ortszentrum zu finden. Unmittelbar westlich des Sakralbaus befinden sich Park und Palast Bejsce.

## Baubeschreibung und -geschichte
Bei der von einem Friedhof umgebenen Kirche handelt es sich um einen gotischen Backsteinbau aus der Zeit um 1400. In der Mitte des Kirchenschiffs befindet sich ein Glockenturm in Form eines Dachreiters, welcher aus dem Jahre 1771 stammt. Das Schiff wurde im 19. Jahrhundert überwölbt.
Die Kirche besitzt einen eingezogenen Chor mit Kreuzrippengewölbe. Des Weiteren sind hier gotische Wandmalereien zu finden. Ebenso ein Kreuzrippengewölbe ist in der Sakristei der Kirche zu finden.
Die gesamte innere Westseite der Kirche wird durch das Grabmal der Elisabeth Firlej geprägt, der ersten Ehefrau des Nikolai Firlej, welches aus der Zeit um 1580 stammt. Das reichverzierte Grabmal ist in Sandstein gearbeitet, wobei einzelne Elemente aus Marmor bestehen. In einer diesem Grabmal gegenüber liegenden Nische ist ein Alabasteraltar zu finden. Dieser stammt aus dem 16. Jahrhundert.
Ausgestattet ist die Kirche unter anderem mit ein Alabastertaufbecken aus dem 16. Jahrhundert. Des Weiteren wird hier eine Schatulle mit dem Herzen von Marcin Badeni (1751–1824) aufbewahrt, einem polnischen Staatsmann des Herzogtums Warschau, welchem der der Kirche benachbarte Palast einst gehörte.

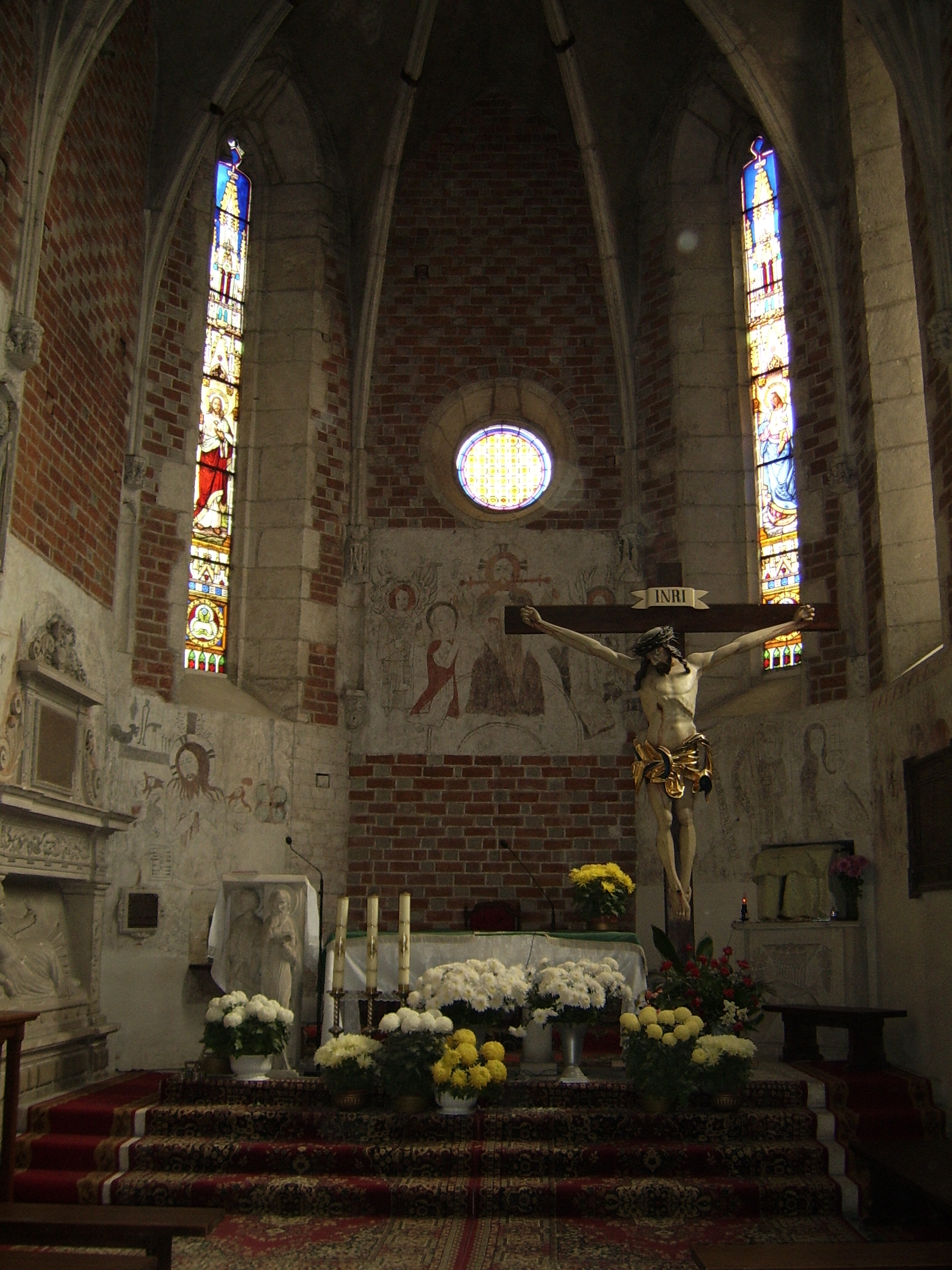
Gotische Fresken im Chorraum der Kirche
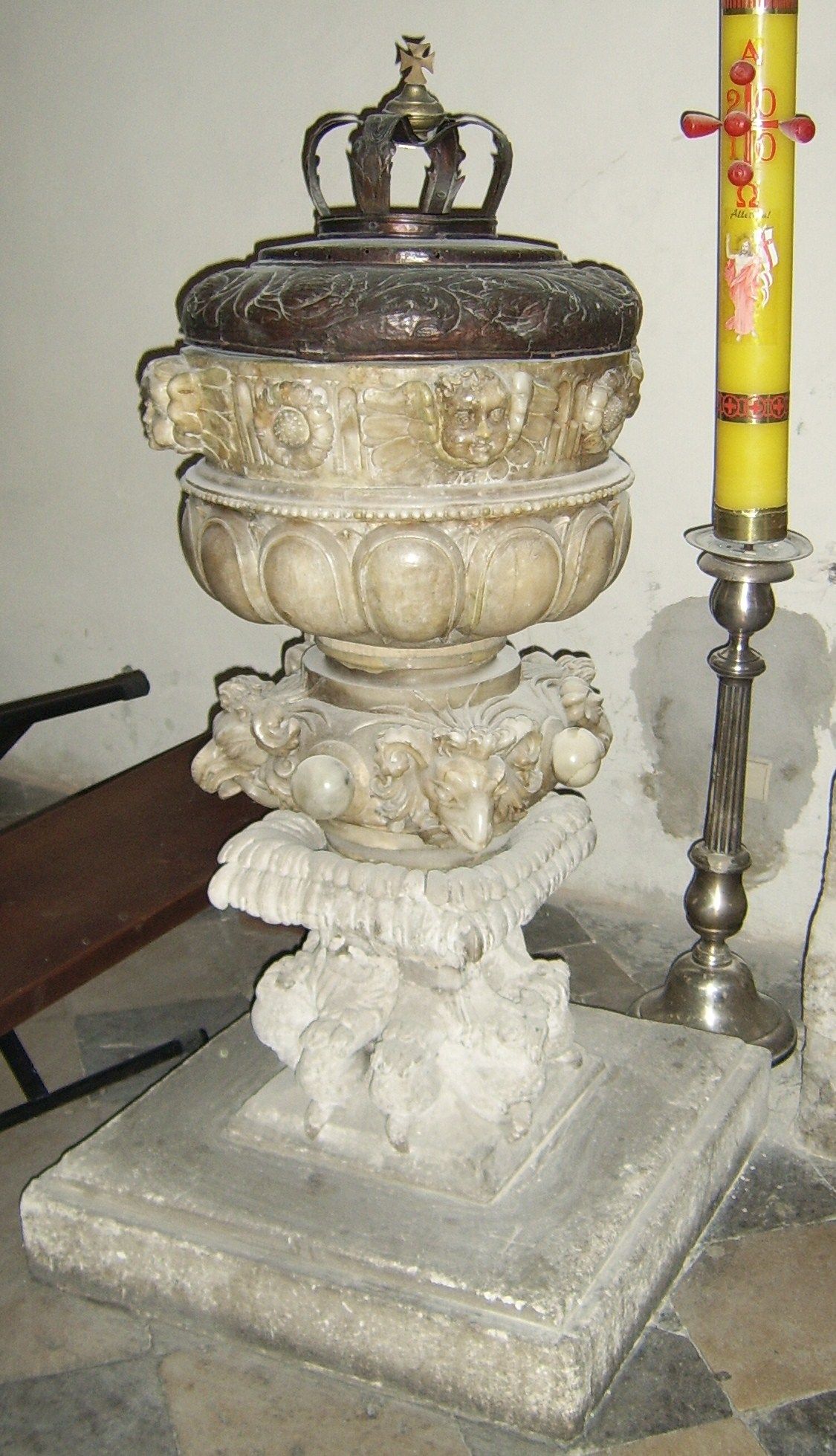
Alabastertaufbecken
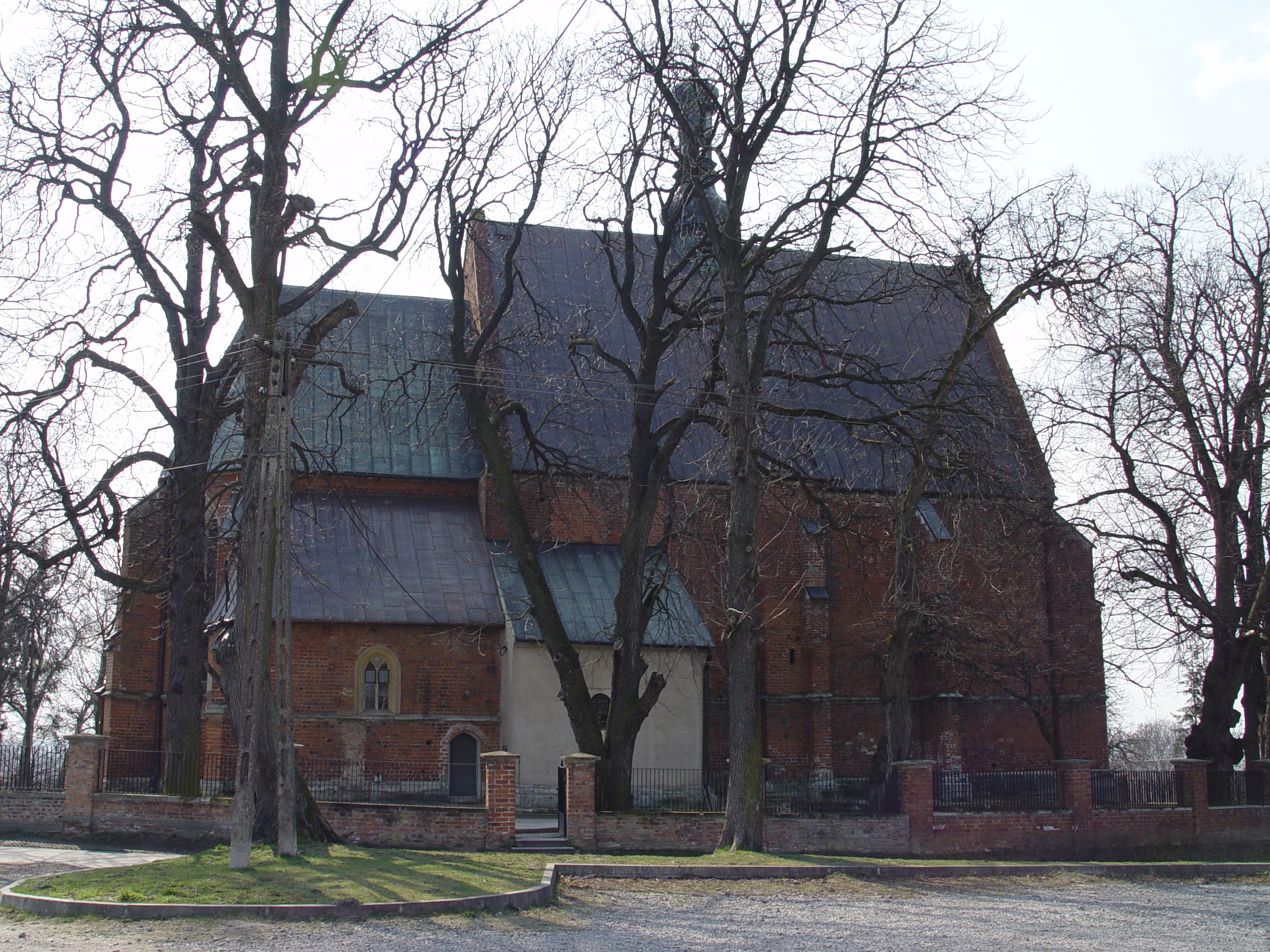
Ansicht von Norden
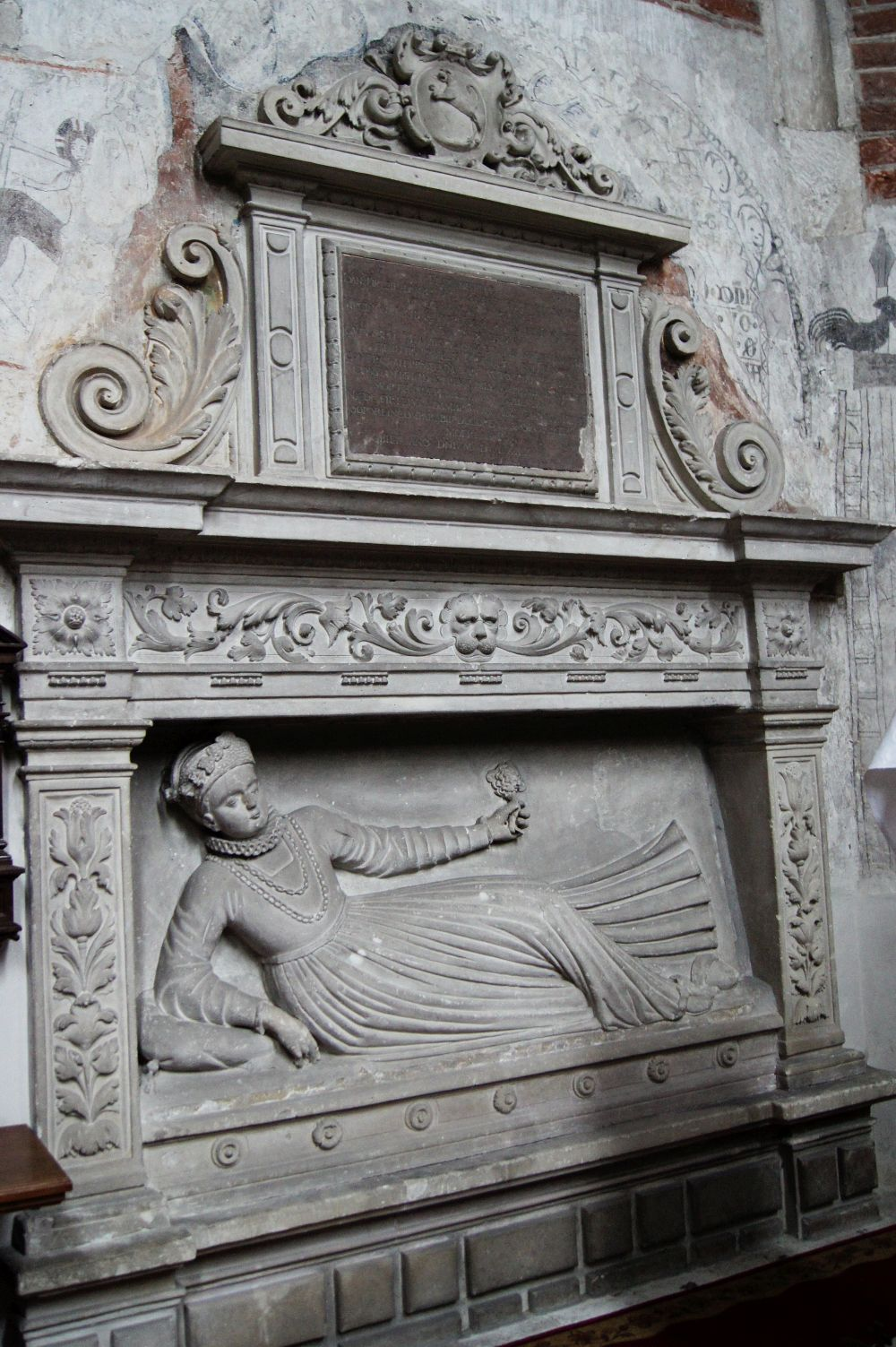
Grabmal der Elisabeth Firlej

## Firlejkapelle
An der Südseite der Kirche ist die Firlejkapelle zu finden. Dabei handelt es sich um eine Grabkapelle, die zwischen den Jahren 1593 und 1600 entstand. Sie ist eine Stiftung des Krakauer Wojwoden Nikolai Firlej. Der quadratische Kuppelbau besitzt eine À jour gearbeitete Eingangshalle. Entstanden ist die Kapelle durch eine Werkstatt in Pińczów. Die Kapelle wird von zahlreichen zeitgenössischen Steinmetzarbeiten verziert. Als Vorbild für das Bauwerk diente die Sigismundkapelle im Krakauer Wawel.

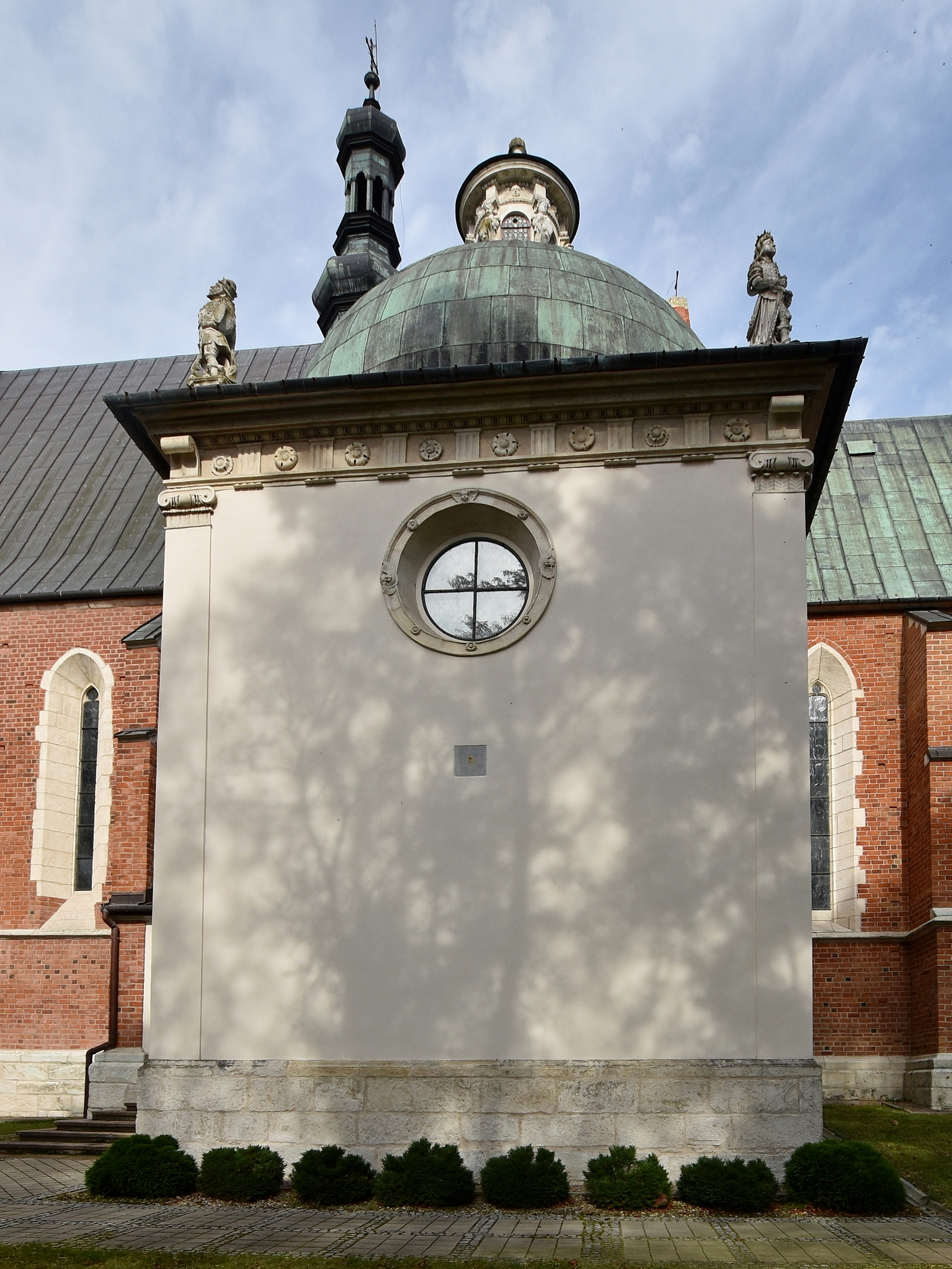
Außenansicht der Firlej-Kapelle
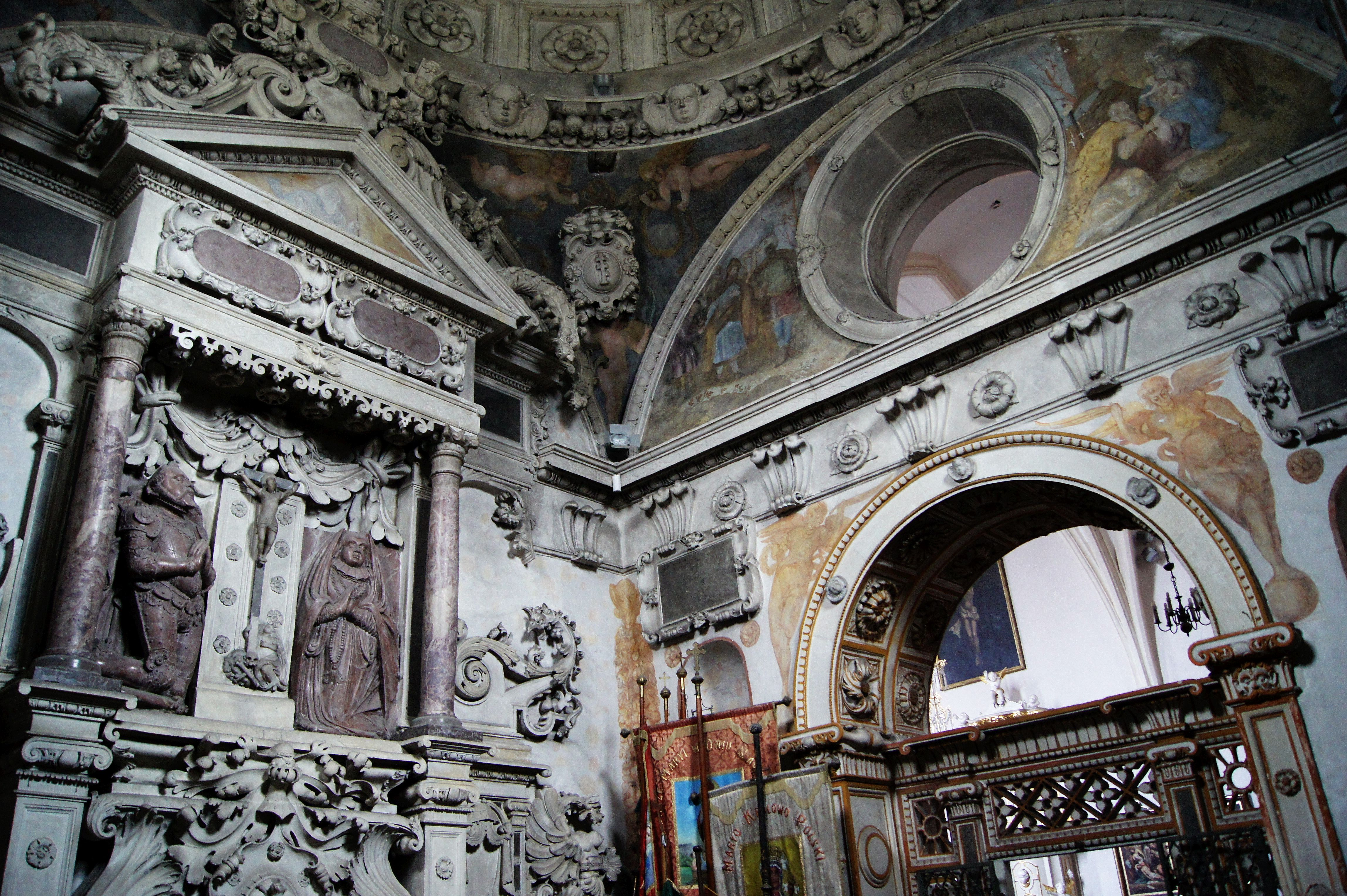
Innenansicht Firlej-Kapelle
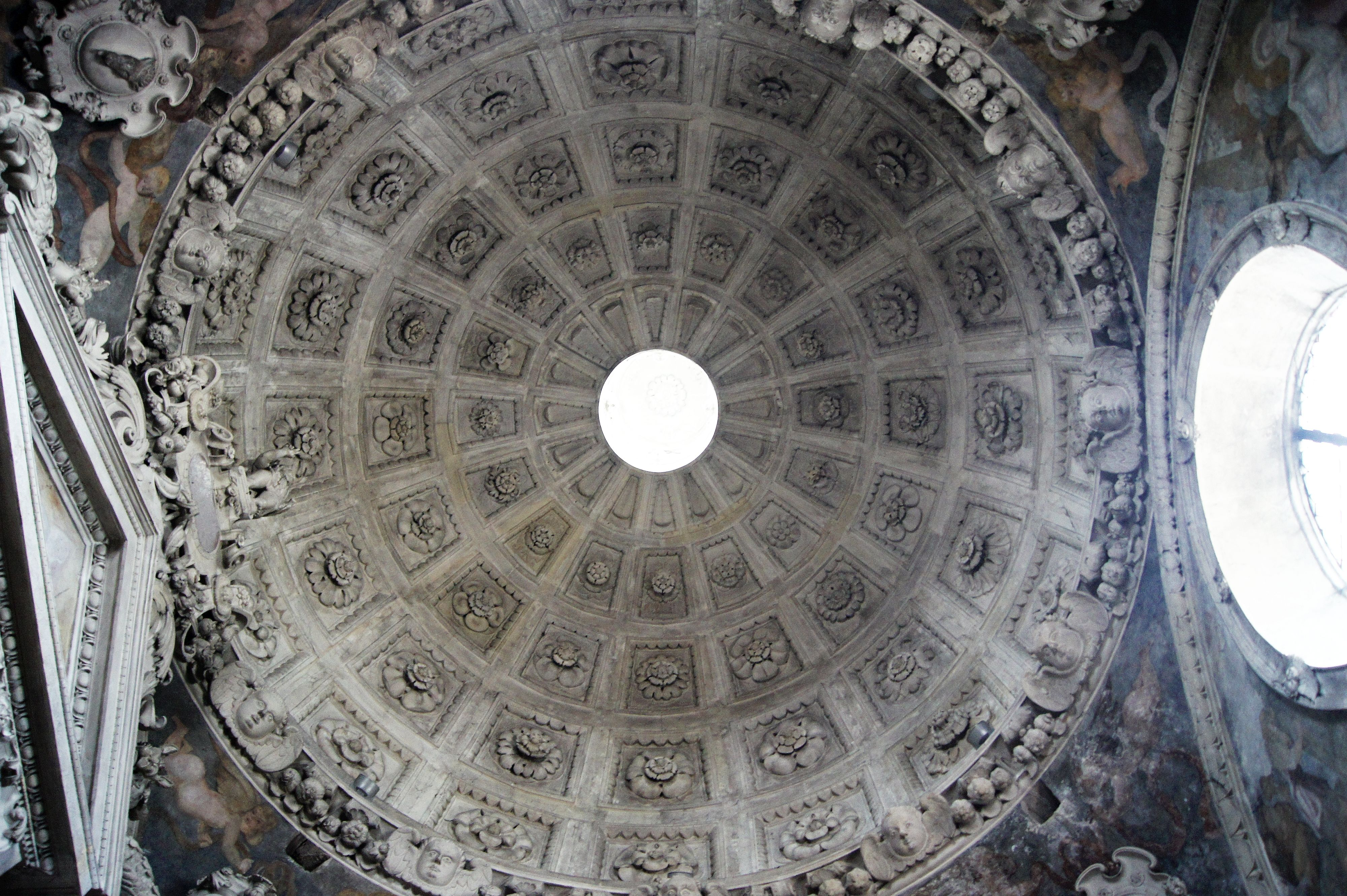
Deckengewölbe der Firlej-Kapelle
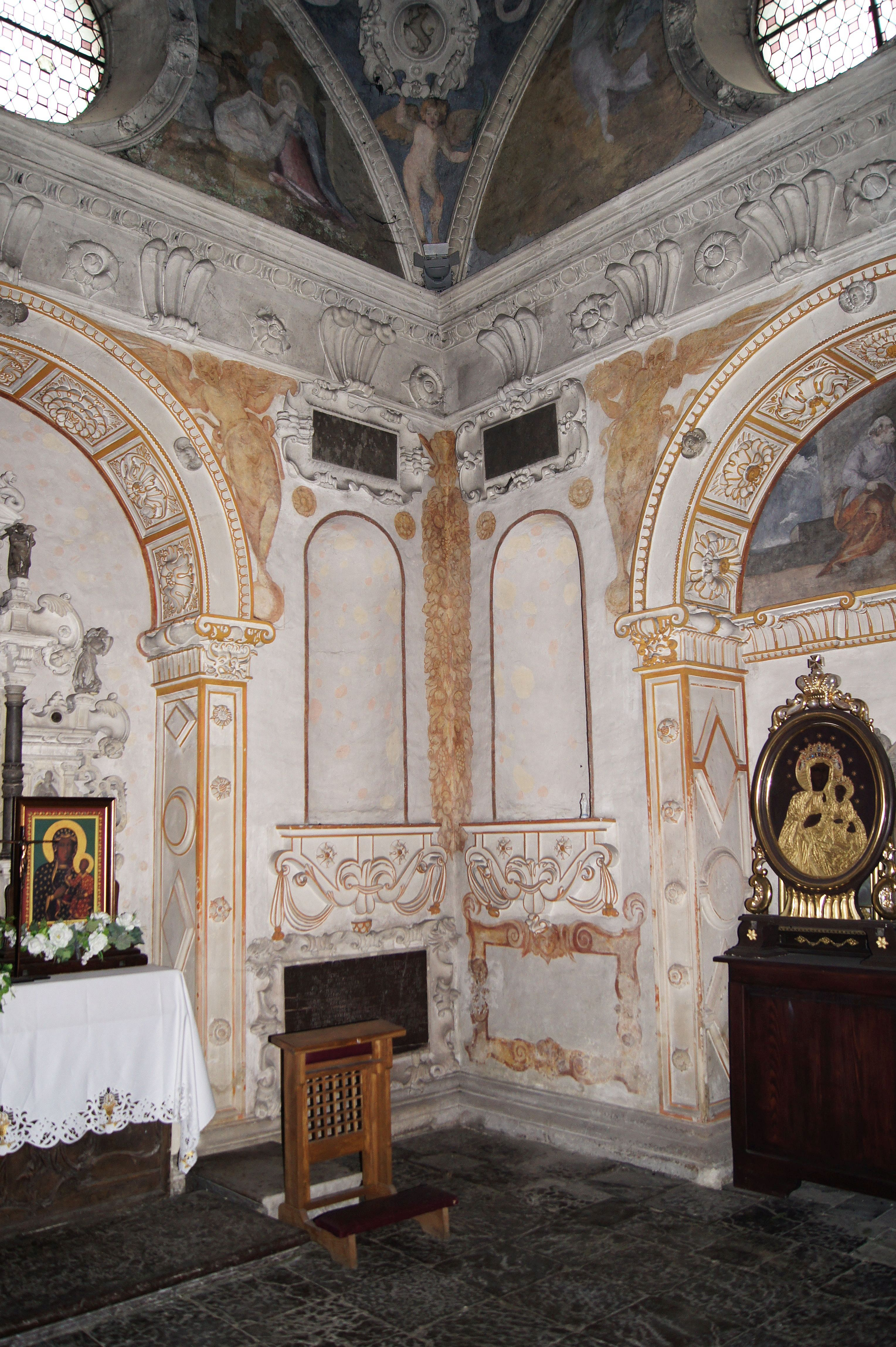
Firlej-Kapelle